# 高兴站
高兴站，是一個襄渝鐵路上的鐵路車站，位於四川省广安市华蓥市高兴镇，建於1975年，目前為四等站。離襄阳站785公里，距重慶站114公里。現為四等站。客運：辦理旅客乘降；行李、包裹託運。貨運：辦理整車貨物發到；危險貨物僅辦理農藥、化肥發到。
车站在襄渝二线建成后设有5条到发线（含正线），重庆端咽喉设有通往李子垭煤矿的专用线。2015年车站开始改造工程，兰渝铁路支线高南线（高兴—南充）从襄阳端咽喉接入车站。2019年又获批准新建货场。2021年3月，本站增建2500平方米客运站房及增设基本站台、中间站台、地道及雨棚等设施的改造项目完成验收，并于2021年4月10日开始办理客运业务。